# Cesaracosta

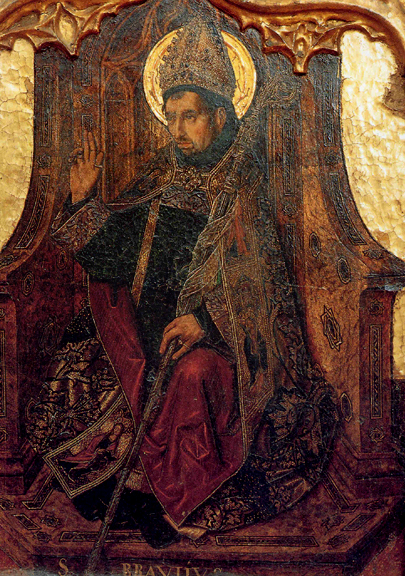
Braulio de Zaragoza. Retrato de Bartolomé Bermejo en la predela del Retablo de Santa Engracia de Daroca.

Cesaracosta o Saracosta es el nombre de la ciudad de Zaragoza durante la etapa visigoda que comienza efectivamente con la conquista de Caesaraugusta por Eurico en 472. Desde el último cuarto del siglo V hasta la llegada de los ejércitos islámicos a comienzos del siglo VIII Zaragoza mantuvo su importancia como cabeza del valle medio del Ebro. Conservó intactas sus murallas en el siglo VI, que resistieron la ofensiva de los francos a mediados del sexto siglo, y continuó siendo un centro político y religioso de primer orden, hasta el punto de que en el siglo VII gozó de un periodo de esplendor cultural (junto con Sevilla y Toledo) gracias a la conjunción de importantes intelectuales como los obispos Juan II, Braulio, Tajón y Valderedo que desarrollaron en el marco del monasterio de Santa Engracia una importante actividad humanística apoyada en su destacada biblioteca.

## Antecedentes y conquista visigoda
Hacia el 409 suevos, alanos y vándalos llegaban a la Península. Zaragoza seguía manteniéndose como ciudad romana a principios del siglo V y, gracias a las imponentes murallas, pudo defenderse de cuantos la atacaron, protegida por soldados veteranos y collegia iuvenum. Cuando en el 411 Flavio Honorio consiguió derrotar la sublevación Constantino III, en Hispania tan solo consiguió mantener el control de la Tarraconense, que incluía el convento Caesaraugustano, el resto quedó en manos de los bárbaros germanos. Entre el 441 y el 454 el valle del Ebro se vio azotado por los bagaudas, de los que Zaragoza se libró gracias de nuevo a las murallas y a la intervención del ejército visigodo, todavía bajo obediencia romana. Las guarniciones visigodas conllevaron el establecimiento de poblaciones germanas en las plazas de importancia militar pero incluso así fueron una pequeña minoría frente a la población hispanorromana original. Zaragoza fue una de estas plazas con presencia visigoda, dado su carácter de nodo en el valle del Ebro, con una guarnición visigoda y unos aproximadamente 9000 pobladores hispanorromanos.
Finalmente, en el 472 el ejército visigodo al mando del conde Gauterico toma la ciudad en nombre del rey Eurico, pasando a formar parte del reino visigodo de Tolosa. La derrota del reino de Tolosa frente a los francos motivó el desplazamiento del poder político a Hispania, así como de la élite visigoda en 494.
La ciudad mantuvo en gran parte sus costumbres romanas y en el 504 todavía se celebraban juegos circenses, mostrando que se preservaban las instituciones municipales tardorromanas. A pesar de ello, el comienzo del dominio visigodo estuvo marcado por rebeliones hispanorromanas en la provincia como las de Burdunelo (496) y Pedro (506), que probablemente afectaron a Zaragoza. Al menos en la segunda, la cabeza del insurrecto fue mostrada en la ciudad, probablemente por la presencia en la misma de partidarios del derrotado líder local.

## ElsigloVI

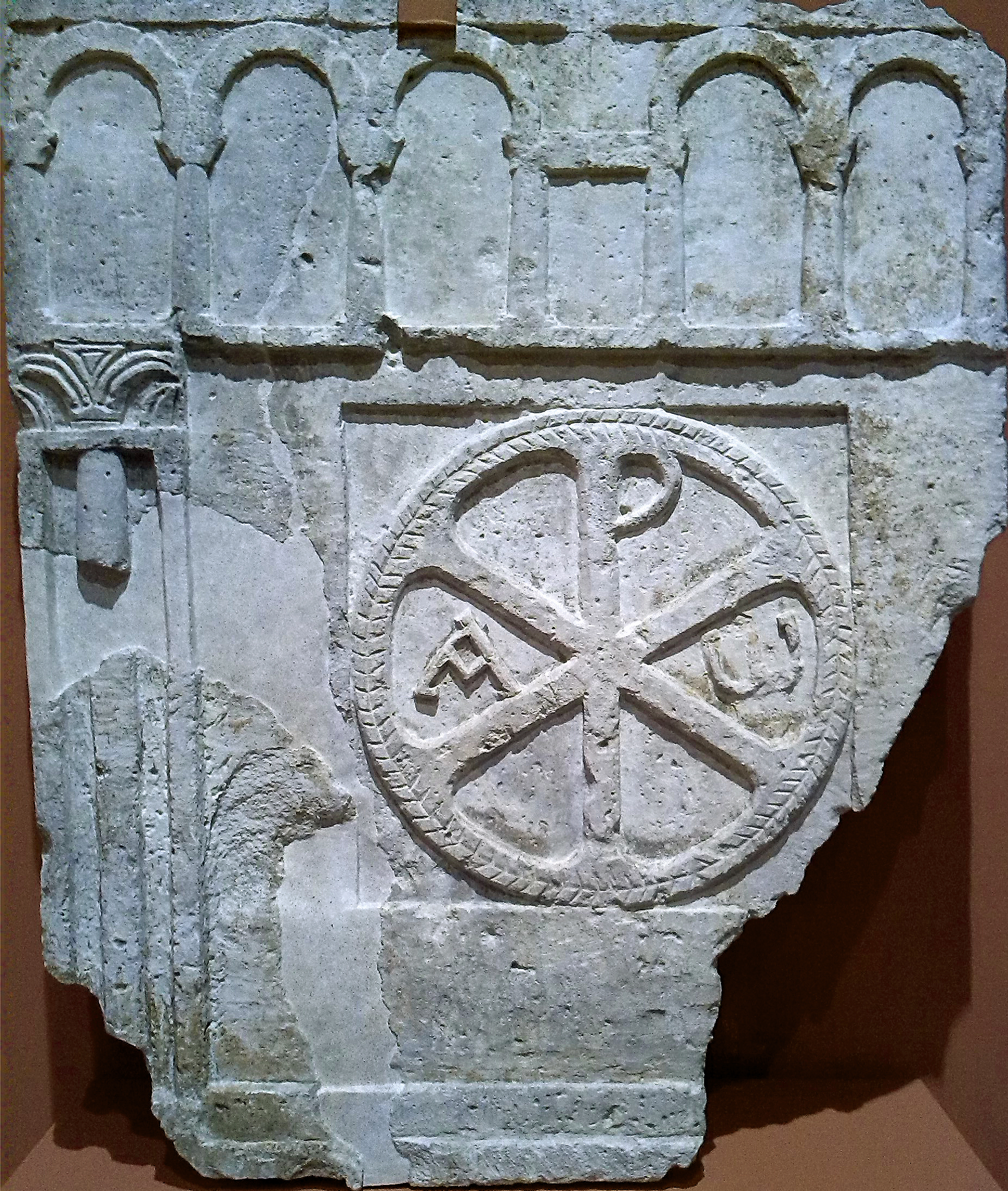
Cancel o pretil de iglesia del paleocristiana o hispanovisigoda encontrado en el yacimiento de la villa Fortunatus de Fraga (Zaragoza, Aragón).

En el 541 el ejército franco de Childeberto I y Clotario, después de haber expulsado a los visigodos de Galia, se dirigieron hacia el sur y asediaron Zaragoza. El asedio duró dos meses, ya que, como no conseguían rendirla con las armas, lo intentaron por hambre. La leyenda quiere que los ciudadanos, para proteger la ciudad, paseaban por las murallas la milagrosa túnica de San Vicente Mártir. Los francos, ya convertidos al catolicismo, habrían aceptado levantar el asedio a cambio de la estola de San Vicente, que Childeberto llevaría de vuelta a París para depositarla en una iglesia relicario construida con ese propósito, que con el tiempo se convertiría en la abadía de Saint-Germain-des-Prés. Las consecuencias del asedio fueron hambre y enfermedades, que se extendieron por la ciudad, en parte por la destrucción de los cultivos de los alrededores.
Hacia finales del siglo VI, Leovigildo convenció a Vicente II (572-586), obispo de Zaragoza, para que se convirtiera al arrianismo. El escándalo fue mayúsculo y se mantuvo hasta la conversión oficial de los visigodos al catolicismo en el concilio de Toledo de 589.

## ElsigloVII
En el siglo VII, la ciudad tuvo un relativo florecimiento cultural gracias a una serie de grandes obispos: Máximo, Juan II, Braulio, Tajón y Valderedo, vinculados al monasterio de Santa Engracia, que poseía una importante biblioteca. Así Zaragoza se convierte en uno de los centros culturales de Hispania, junto con la Sevilla de San Isidoro y la Toledo de San Eugenio. Braulio, obispo de Zaragoza, también escribió el Liber Iudiciorum, que eliminaba la diferencia jurídica entre hispanorromanos y visigodos y que fue promulgada por Recesvinto, y animó a Isidoro de Sevilla escribir sus Etymologiae u Originum sive etymologiarum libri viginti, que fue dividida en capítulos por el obispo zaragozano.
La ciudad fue de nuevo protagonista en la disputa por el trono entre Suintila y Sisenando. Suintila se refugió en Zaragoza contra las tropas de Sisenando, que, ayudados por un ejército mercenario franco, sitiaron la ciudad. No consiguieron tomarla por las armas, pero deserciones y traiciones llevaron a Suintila a rendirse, con lo que Sisenando se proclamó rey en la ciudad en 631.
En 653 Zaragoza fue una de las localidades del valle del Ebro atacadas por el también insurrecto Froya. La ciudad sufrió un duro sitio narrado por el obispo Samuel Tajón, pero la fortaleza de las murallas le permitió aguantar hasta la llegada de un ejército leal a Recesvinto.

## Los sínodos de Zaragoza

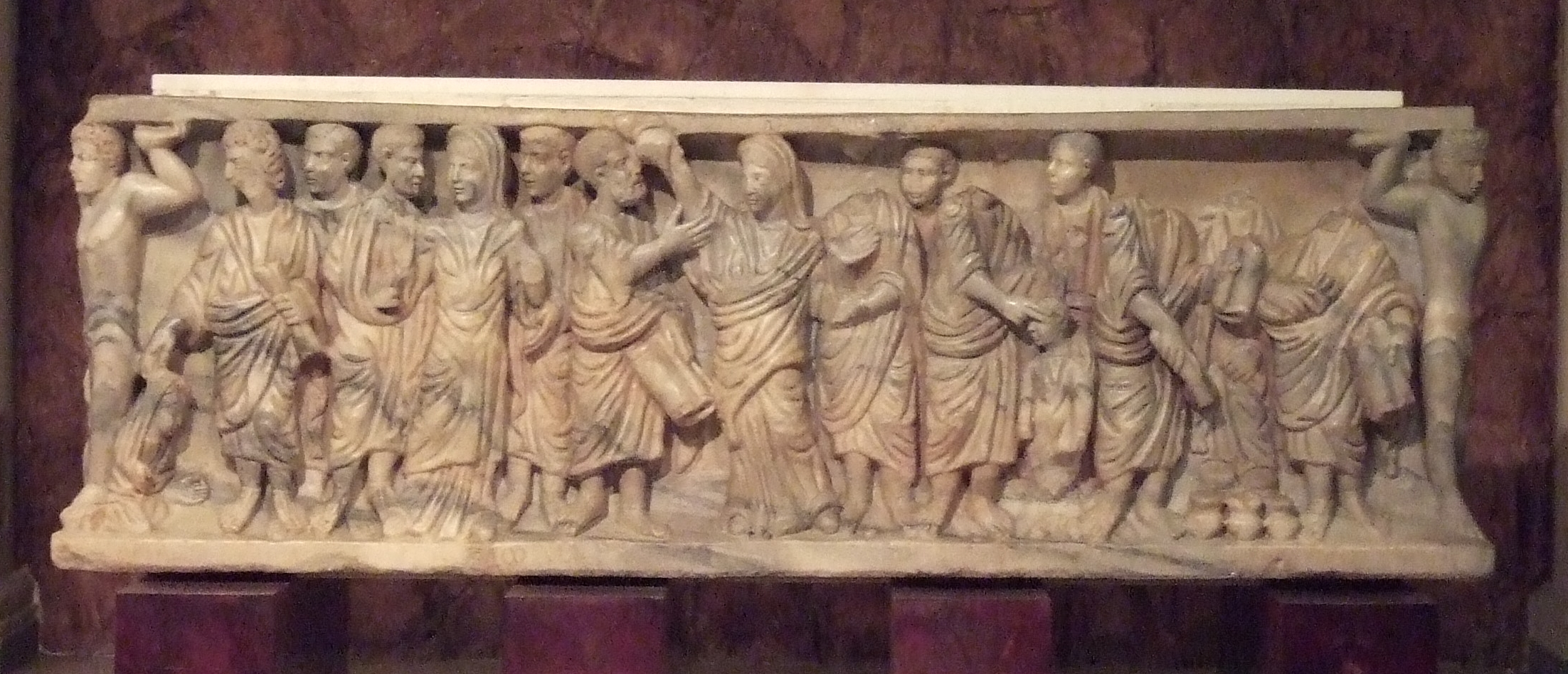
Sarcófago paleocristiano Receptio Animae,. Conservado en la Basílica de Santa Engracia de Zaragoza.

Hacia el año 380 tuvo lugar el primer sínodo de Zaragoza, en el que los obispos de la península y de Aquitania adoptaron ocho cánones relacionados más o menos directamente con el priscilianismo, la herejía dominante del momento. Un segundo sínodo, en el año 592, solucionó problemas prácticos de la reciente conversión de los visigodos desde el arrianismo. El tercer sínodo, en el 691, resultó en cinco cánones de disciplina. Fue el único de nivel nacional que no se celebró en Toledo.